# Споун, брой 1
Първият брой от класическата комиксовата поредица за супергероя Споун. Излиза на американския пазар през май 1992. Негов автор и художник е канадският създател на комикси Тод Макфарлън. Броят описва появата на мистериозната фигура на Споун, завърнал се от Ада, заради бившата си съпруга, и забъркването му в поредица брутални убийства на гангстери.

## Синопсис на историята
В началото е представено смътно историята на главния персонаж. Той си спомня лица и случки от предишния си живот: неговата съпруга, шефът му, службата в правителството на Съединените щати, смъртта си и сделката с Властелина на Ада. Междувременно е дадена и друга линия – новини по три американски телевизионни канала, които отразяват погребението на полковник Ал Симънс и мистериите витаещи около личната му гибел. Не пропускат да споменат и пикантни подробности около личния живот на покойния военен.
Споун се намира върху нюйоркска сграда, потънал в размисъл. Мъчи се да си спомни по-подробно миналото си и особено образа на своята съпруга. Лутайки се, маскираната и тайнствена фигура почва да я търси.
През това време Сам и Туич, детективи от Нюйоркското полицейско управление, се намират на мястото на поредното брутално убийство. Известен гангстер от италиански произход е изхвърлен през прозореца на 44-тия етаж. Мафиотът обаче не е загинал от падането. Преди това сърцето му е било извадено и натъпкано в устата. Жестокото убийство е третото през последните 48 часа на фигура от италиано-американската организирана престъпност в Ню Йорк.
Лутащият се и объркан Споун се озовава в изоставена сграда, в която група улични бандити се опитват да изнасилят беззащитна жена. Маскираният странник се опитва да защити жертвата, с което предизвиква гнева на бандата. Един от тях го напада с нож, но е изхвърлен през прозореца от „натрапника“. Друг, който заплашва Споун, е взривен от суперсилите на маскирания герой пред очите на другите. Изнасилвачите се разбягват и мистериозният странник остава с уплашената жена. Изведнъж Споун е връхлетян от болезнени спомени и мрачни изображения. Това го срива и той потъва в прегръдките на жената.
Новините по телевизионните мрежи не изпускат да отразят поредицата убийства на гангстери – седем за година. Полицията не излиза с официални обръщения и запазва разследванията в пълна тайна. Междувременно по улиците се размотава мистериозен войн, който медиите бързат да обвинят, че има пръст в бруталните убийства.
Докато телевизията се опитва да открие гореща сензация, „мистериозният войн“ се скрива в мръсните улици, измъчван от въпроси. Как изглежда съпругата му и как е името й? Костюмът му само го обърква и той сваля маската, после и ръкавицата. Цялата кожа по тялото на мъжа е обгоряна и обезобразена. Споун се срива в кофите за боклук. Разплакан се пита: какво точно представлява той?
В мрачния кабинет на двамата нюйоркски детективи се води разговор за маскирания странник. Сам предполага, че човека с костюм е някой тотално полудял тип работил за правителството. Учудва се на нереалните поражения, които е нанесъл на жертвите си.
Междувременно някъде извън времето властелина на Ада, Малебоджия, се смее. Той предупреждава, че проблемите на Ал Симънс те първа му предстоят.

## Персонажи в историята
- Споун – главен персонаж (протагонист)
- Малебоджия – главен персонаж (антагонист)
- Уанда Блейк – поддържащ персонаж (от страната на протаготиста)
- Джейсън Уин – поддържащ персонаж (от страната на антагониста)
- Сам и Туич – поддържащ персонаж (групов)
- Улични бандити – епизодичен персонаж (групов)
- Жена жертва на бандитите – епизодичен персонаж

## Българско издание на броя
Споун, брой 1 излиза на българския пазар през 2000 година. Негов издател е Хит Комикс. Книгата се води двоен брой, представена заедно със Споун #2. Към изданието има и бонус – кръгла лепенка на едноименния персонаж. Задната корица рекламира предстоящите за излизане Споун: Епохата на мрака, брой 1 и Споун #2 (който всъщност се води в оригиналната американска поредица Споун #3). Преводът на български език е на Лъчезар Димитров.